# کوه بارکال
جبل بارکال (به عربی: جبل البرکل) یک کوه و محوطه باستانی در سودان است که در شمالیه واقع شده‌است.